# دميرتشي درة سي سفلي
دميرتشي درة سي سفلي (بالإنجليزية: Damirchi Darrehsi-ye Sofla)‏ هي منطقة سكنية تقع في قسم بائين برزند الريفي في إيران. يقدر عدد سكانها بـ 124 نسمة .